# جواد مطوری
جواد مطوری طراح جلوه‌های ویژه رایانه‌ای و بصری سینما و تلویزیون است.
او برنده سیمرغ بلورین بهترین جلوه‌های ویژه بصری از سی و هفتمین دوره جشنواره فیلم فجر برای فیلم مسخره‌باز است.

## سینما
| سال تولید | عنوان فیلم              | مسئول جلوه‌های ویژه رایانه‌ای | مسئول جلوه‌های ویژه بصری | طراح جلوه‌های ویژه بصری | اجرا جلوه‌های ویژه بصری |
| ۱۳۹۷      | مسخره‌باز                | آری                         | آری                     |                        |                        |
| ۱۳۹۷      | سرخ‌پوست                 | آری                         | آری                     |                        |                        |
| ۱۳۹۷      | قانون مورفی             |                             | آری                     |                        |                        |
| ۱۳۹۷      | متری شیش و نیم          | آری                         | آری                     |                        |                        |
| ۱۳۹۷      | طلا                     |                             | آری                     |                        |                        |
| ۱۳۹۶      | سال دوم دانشکده من      |                             | آری                     |                        |                        |
| ۱۳۹۶      | تنگه ابوقریب            | آری                         | آری                     |                        |                        |
| ۱۳۹۶      | اتاق تاریک              |                             | آری                     |                        |                        |
| ۱۳۹۴      | فروشنده                 |                             | آری                     |                        |                        |
| ۱۳۹۳      | من دیه گو مارادونا هستم |                             | آری                     |                        |                        |
| ۱۳۹۳      | نهنگ عنبر               |                             | آری                     |                        | آری                    |
| ۱۳۹۳      | بهمن                    | آری                         | آری                     |                        |                        |
| ۱۳۹۳      | مرگ ماهی                | آری                         |                         | آری                    |                        |
| ۱۳۹۲      | لامپ ۱۰۰                |                             | آری                     |                        | آری                    |
| ۱۳۹۲      | شب بیرون                |                             | آری                     |                        | آری                    |
| ۱۳۹۱      | تنهای تنهای تنها        |                             | آری                     |                        |                        |
| --------- | ----------------------- | --------------------------- | ----------------------- | ---------------------- | ---------------------- |

## جوایز و نامزدی‌ها[۲]
| سال  | جایزه                                             | بخش                                   | نامزد            | نتیجه    |
| ---- | ------------------------------------------------- | ------------------------------------- | ---------------- | -------- |
| ۱۳۹۳ | دوره ۱۶ جشن سینمای ایران                          | تندیس بهترین جلوه‌های بصری             | تنهای تنهای تنها | نامزدشده |
| ۱۳۹۴ | دوره ۹ جشن انجمن منتقدان و نویسندگان سینمای ایران | تندیس بهترین دستاورد فنی و هنری       | بهمن             | نامزدشده |
| ۱۳۹۵ | دوره ۱۸ جشن سینمای ایران                          | تندیس بهترین جلوه‌های بصری             | مرگ ماهی         | نامزدشده |
| ۱۳۹۵ | دوره ۱۸ جشن سینمای ایران                          | تندیس بهترین جلوه‌های بصری             | بهمن             | نامزدشده |
| ۱۳۹۶ | دوره ۳۶ جشنواره فیلم فجر                          | سیمرغ بلورین بهترین جلوه‌های ویژه بصری | تنگه ابوقریب     | نامزدشده |
| ۱۳۹۷ | دوره ۳۷ جشنواره فیلم فجر                          | سیمرغ بلورین بهترین جلوه‌های ویژه بصری | مسخره‌باز         | برنده    |
| ۱۳۹۷ | دوره ۳۷ جشنواره فیلم فجر                          | سیمرغ بلورین بهترین جلوه‌های ویژه بصری | سرخ‌پوست          | نامزدشده |
| ۱۳۹۸ | دوره ۲۱ جشن سینمای ایران                          | تندیس بهترین جلوه‌های ویژه بصری        | تنگه ابوقریب     | نامزدشده |
| ۱۳۹۸ | دوره ۲۱ جشن سینمای ایران                          | تندیس بهترین جلوه‌های ویژه بصری        | سرخ‌پوست          | برنده    |
| ۱۳۹۸ | دوره ۲۱ جشن سینمای ایران                          | تندیس بهترین جلوه‌های ویژه بصری        | قانون مورفی      | نامزدشده |
| ۱۳۹۹ | دوره ۳۹ جشنواره فیلم فجر                          | سیمرغ بلورین بهترین جلوه‌های ویژه بصری | بی‌همه‌چیز         | نامزدشده |